# Jorge Enríquez
Jorge Ricardo Enríquez (n. Buenos Aires; 3 de octubre de 1947) es un abogado y político argentino, egresado de la Universidad de Buenos Aires  Fue Diputado Nacional por la Ciudad de Buenos Aires, electo por Cambiemos en representación del PRO, partido del cual es miembro desde 2003.
Hasta diciembre de 2017 cumplió funciones como Subsecretario de Justicia del Gobierno de la Ciudad de Buenos Aires, Gobierno Horacio Rodríguez Larreta y Diego Santilli. 
Casado con Susana del Valle del Blanco, con quien tiene tres hijos: María Sofía, Jorge Ignacio y Matías Ricardo Enríquez. 
Fue dos veces Legislador de la Ciudad, por la Unión Cívica Radical (desde agosto de 2000 hasta diciembre de 2003), y por el partido Propuesta Republicana (PRO) (diciembre de 2003 hasta diciembre de 2007),  respectivamente, ocupando el cargo de Vicepresidente 1° de la Legislatura durante el período comprendido entre noviembre de 2000 hasta diciembre de 2001. Fue presidente de la Caja de Seguridad Social para Abogados de la Ciudad CASSABA, (en liquidación) y Convencional constituyente de la Ciudad de Buenos Aires (Buenos Aires, 1996), en la que se ejerció de presidente de la Comisión de Justicia y Seguridad. Jefe de la Asesoría Legal de la Secretaría General de la Municipalidad de la Ciudad de Buenos Aires, durante el período comprendido entre septiembre de 1987 y julio de 1989.
Fue Subsecretario de Gobierno de la Ciudad Autónoma de Buenos Aires durante las gestiones de Fernando de la Rúa y Enrique Olivera.
Se desempeñó como Consejero y Secretario General en el Consejo de la Magistratura (Ciudad Autónoma de Buenos Aires), desde el 20 de diciembre de 2012 al 18 de diciembre de 2014.
18 de diciembre de 2017 asumió como diputado nacional después de que no se le permitiera asumir como diputada nacional Joanna Agostina Picetti de la alianza Juntos por el Cambio tras ser acusada de abuso y maltrato infantil, asumiendo Enríquez

## Distinciones
- Premio “El Funcionario del Año” instituido por el Programa Turno Tarde de Radio Mitre AM 80, diciembre de 1998.